# Canton de Saint-Dié
Le canton de Saint-Dié est une ancienne division administrative française, qui était située dans le département des Vosges et la région Lorraine.

## Histoire
Il est coupé en deux à dater du 15 janvier 1982, créant ainsi :
- le canton de Saint-Dié-Est, devenu en 1999 canton de Saint-Dié-des-Vosges-Est
- le canton de Saint-Dié-Ouest, devenu en 1999 canton de Saint-Dié-des-Vosges-Ouest

## Composition
Le canton de Saint-Dié était composé des communes de :
Ban-de-Laveline, Bertrimoutier, La Bourgonce, Coinches, Combrimont, Frapelle, Gemaingoutte, Lesseux, Nayemont, Neuvillers, Pair-et-Grandrupt, Raves, Remomeix, Saint-Dié, Sainte-Marguerite, Saint-Michel-sur-Meurthe, La Salle, Saulcy-sur-Meurthe, Taintrux, La Voivre et Wisembach.

## Représentation

### Conseillers d'arrondissement (de 1833 à 1940)
Le canton de Saint-Dié avait deux conseillers d'arrondissement.
| Période                                  | Période      | Identité                                    | Étiquette                | Qualité                                                                     |
| ---------------------------------------- | ------------ | ------------------------------------------- | ------------------------ | --------------------------------------------------------------------------- |
| 1833                                     | 1839         | Victor Paul Sylvestre de Comeau (1784-1844) |                          | Ancien directeur des contributions indirectes, propriétaire à Saint-Dié     |
| 1833                                     | 1836         | Joseph Antoine Phulpin (1784-1840)          |                          | Négociant à Saint-Dié                                                       |
| 1836                                     | 1839         |                                             |                          |                                                                             |
| 1839                                     | 1848         | Nicolas Crovisier                           |                          | Négociant à Saint-Dié                                                       |
| 1839                                     | 1844         | Charles Edouard Ferry (1796-1856)           |                          | Avocat à Saint-Dié                                                          |
| 1845                                     | 1848         | Jean Hubert Houel (1802-1889)               |                          | Avocat à Saint-Dié                                                          |
|                                          |              |                                             |                          |                                                                             |
|                                          | 1882 (décès) | Edouard Arnoux                              | Mod.                     | Propriétaire, adjoint au maire de Saint-Dié                                 |
|                                          | 1896 (décès) | Joseph Durupt (1829-1896)                   |                          | Propriétaire à Saint-Dié                                                    |
|                                          |              |                                             |                          |                                                                             |
| 1901                                     | 1910         | Edmond Gérard                               | Républicain nationaliste | Avoué Député des Vosges (1902-1906)                                         |
| av.1919                                  | 1931         | Victor Durand                               | Rad.                     | Maire de Frapelle                                                           |
| av.1919                                  | 1931         | Paul-Auguste Mazillier                      | Rad.                     | Vétérinaire à Saint-Dié                                                     |
| 1931                                     | 1937         | Henri Gérôme                                | Rad.                     | Maire de Saulcy-sur-Meurthe                                                 |
| 1931                                     | 1940         | Ernest Poignand                             | Rad.Camille Pelletan     | Industriel, conseiller municipal puis Premier adjoint au maire de Saint-Dié |
| 1937                                     | 1940         | Joseph Lerognon                             | Rad.                     | Maire de La Voivre                                                          |
| Les données manquantes sont à compléter. |              |                                             |                          |                                                                             |

### Conseillers généraux de 1833 à 2015
| Période | Période      | Identité                             | Étiquette           | Qualité |
| ------- | ------------ | ------------------------------------ | ------------------- | --- |
| 1833    | 1844 (décès) | Joseph Arragain                      |                     | Notaire, propriétaire, juge de paix à Saint-Dié                                                                             |
| 1844    | 1852         | Charles Edouard Ferry                |                     | Avocat, juge suppléant Adjoint au Maire de Saint-Dié, conseiller d'arrondissement                                           |
| 1852    | 1861 (décès) | Comte Charles d'Ollone (1795-1861)   |                     | Chef d'escadron, propriétaire à Saint-Dié, ancien conseiller d'arrondissement du canton de Provenchères-sur-Fave            |
| 1861    | 1871         | Louis Phulpin                        |                     | Banquier Maire de Saint-Dié (1865-1869)                                                                                     |
| 1871    | 1876 (décès) | Charles-Nicolas Gachotte             | Monarchiste         | Maire de Saint-Dié (1861-1865 et 1869-1874)                                                                                 |
| 1876    | 1880         | Jean-Baptiste Hippolyte Poupar       |                     | Notaire, adjoint au maire de Saint-Dié                                                                                      |
| 1880    | 1882 (décès) | Edouard Arnoux                       | Mod.                | Propriétaire, adjoint au maire de Saint-Dié                                                                                 |
| 1883    | 1892 (décès) | Gustave Kœhler                       | Républicain         | Teinturier Conseiller municipal de Saint-Dié                                                                                |
| 1892    | 1904         | Charles Ferry (frère de Jules Ferry) | Républicain         | Ancien Préfet Député (1881-1885 et 1893-1902) Sénateur (1888-1891)                                                          |
| 1904    | 1910 (décès) | Eugène Husson-Thirion                | Républicain         | Négociant et cultivateur à Saint-Dié                                                                                        |
| 1910    | 1919         | Camille Duceux                       | Rad.                | Bonnetier Maire de Saint-Dié (1896-1904 et 1910-1919)                                                                       |
| 1919    | 1933 (décès) | Constant Verlot                      | Rad.ind.            | Professeur de collège Maire de Senones (1919-1933) Président du Conseil Général (1928-1931) Député (1910-1933)              |
| 1933    | 1934         | Paul Bertrand                        | Rad.                | Professeur Maire de Wisembach (1945-1951)                                                                                   |
| 1934    | 1940         | Paul Robert                          | URD                 | Prêtre à Saint-Dié Membre de la Commission administrative départementale (1940-1943) Nommé conseiller départemental en 1943 |
|         |              |                                      |                     | |
| 1945    | 1949         | Ivan Goguel de Toux                  | DVD                 | Chirurgien-dentiste Conseiller municipal de Saint-Dié (1947-1959)                                                           |
| 1949    | 1961         | Joseph Schaefer                      | RPF puis RS puis SE | Artisan à Saint-Dié Ancien résistant                                                                                        |
| 1961    | 1967         | Roger Ulrich                         | UNR puis DVD        | Mécanicien-ajusteur Adjoint au Maire de Saint-Dié (1947-1965)                                                               |
| 1967    | 1979         | Pierre Noël (1928-1996)              | PSU puis PS         | Professeur Maire de Saint-Dié (1965-1977)                                                                                   |
| 1979    | 1982         | Christian Pierret                    | PS                  | Administrateur civil au ministère des finances Député (1978-1993)                                                           |